# Vincenzo Caprile

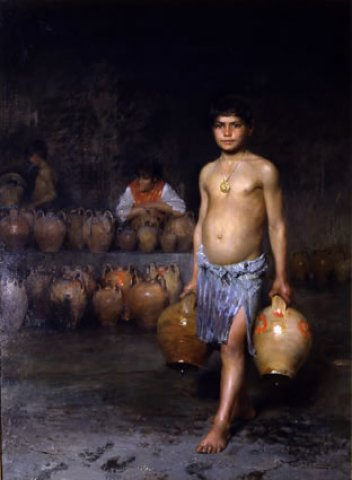
L'acqua zurfegna
a Santa Lucia, 1884

Vincenzo Caprile (Nápoles, 1856 – Nápoles, 1936) fue un pintor italiano.

## Biografía
Vincenzo Caprile estudió en la Academia de Bellas Artes de Nápoles con Domenico Morelli y Gabriele Smargiassi. 
Pintor de estilo impresionista, estuvo relacionado con la Escuela de Resina, dedicándose a la representación de escenas de paisajes y personajes populares. Su técnica pictórica denota gran frescura en su trazo, que trae a la mente influencias de Filippo Palizzi, lo que le otorgó un gran éxito comercial.
Vivió por mucho tiempo en Venecia alternando entre pinturas de la Laguna a paisajes napolitanos. 
Con otros pintores napolitanos (Luca Postiglione, Pietro Scoppetta, Vincenzo Volpe, Edoardo Matania, Attilio Pratella, Giuseppe Alberto Cocco, Giuseppe Casciaro, Giuseppe Chiarolanza, Gaetano Esposito, Vincenzo Migliaro, Vincenzo Irolli) fue invitado a decorar las salas del Café Gambrinus de Nápoles.

## Bibliografía

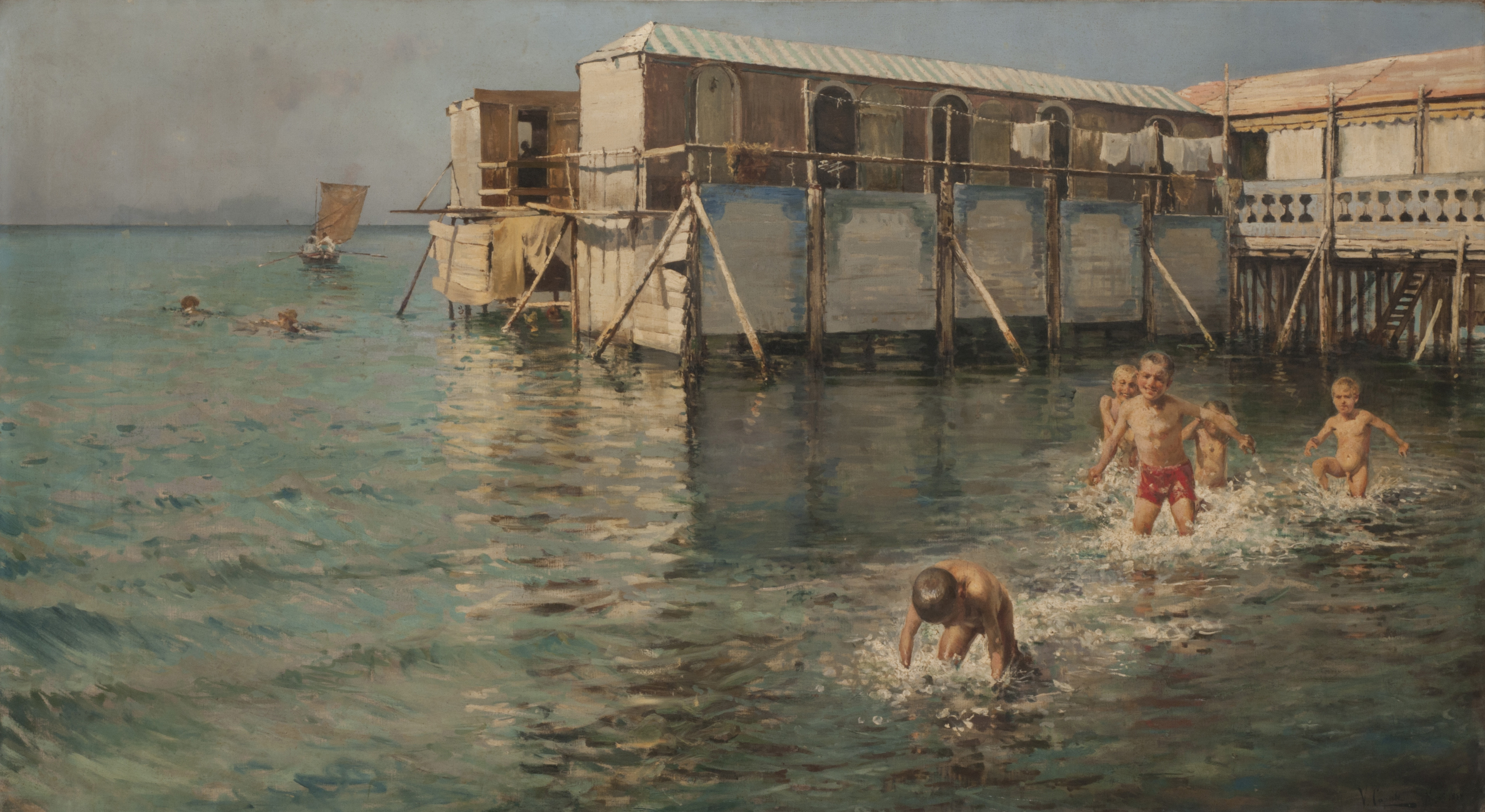
Bagno nel mare.

## Obra expuesta en museos
- Galleria d'arte moderna Ricci Oddi di Piacenza con la obra: Ave Maria (1880) e Veduta napoletana.
- Galleria d’arte moderna de Milán con la obra: Popolana (1850), Fabbrica di Santi (1883) y Figura di acquaiola (1883).
- Galleria d’arte moderna e contemporanea di Palazzo Pitti de Firenze con la obra: Interno con figura.
- Galleria nazionale d'arte moderna e contemporanea di Roma con la pintura: L'acqua zurfegna a Santa Lucia (1884) y Scene in Napoli.
- Museo cívico de Barletta con la obra: Marinaio che cuce (1924).
- Museo cívico de Caltagirone
- Museo civico di Castel Nuovo de Napoli: Vecchia Napoli.
- Museo del Sannio de Benevento: In cantina.
- Museo nazionale della scienza e della tecnologia Leonardo da Vinci de Milán, sección de arte: Capra (1880).
- Museo nazionale di Capodimonte de Nápoles: Masseria, Sulla spiaggia y Ritratto di signora.
- Pinacoteca de Parabita:: Ritratto di Enrico Giannelli.
- Pinacoteca comunal de Porto Recanati: L’Orciaiolo y Interno di cucina con bambina.
- Pinacoteca provincial de Bari: L'acquaiola e Venezia.
- Pinacoteca provincial Irpina de Avellino: Interno di osteria.

## Galería

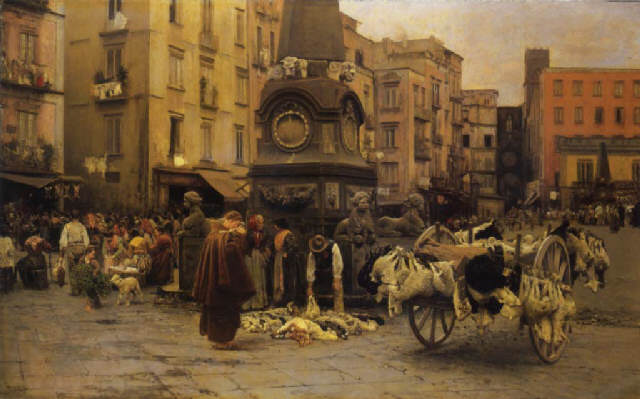
Mercato di Pasqua a Napoli